# What Are You Waiting For?
What Are You Waiting For? je debutové album pop punkové skupiny FM Static. Ke konci roku 2006 bylo tohoto alba prodáno více než 60 000 kopií.

## Seznam skladeb
| Číslo | Název                     | Délka |
| ----- | ------------------------- | ----- |
| 1     | "Three Days Later"        | 2:23  |
| 2     | "Crazy Mary"              | 2:47  |
| 3     | "Something To Believe In" | 2:49  |
| 4     | "Definitely Maybe"        | 2:50  |
| 5     | "Donna"                   | 2:16  |
| 6     | "All The Days"            | 2:26  |
| 7     | "Hold Me Twice"           | 2:39  |
| 8     | "The Notion"              | 2:10  |
| 9     | "October"                 | 2:50  |
| 10    | "My First Stereo"         | 6:32  |
| 11    | "Hey Now"                 | 10:10 |

## Osoby
- Trevor McNevan – zpěv
- Steve Augustine – bicí
- Justin Smith – basová kytara
- John Bunner – kytara
- Produkce – Aaron Sprinkle